# Volker Roth
Pour les articles homonymes, voir Roth.
Volker Roth, né le 1er février 1942 à Chemnitz et mort le 17 février 2025, est un arbitre allemand de football. Il débute en 1972, reçoit l'accréditation internationale en 1978 et arrête définitivement en 1986.

## Carrière
Volker Roth a officié dans des compétitions majeures : 
- Coupe d'Allemagne de football 1983-1984 (finale)
- Coupe UEFA 1983-1984 (finale retour)
- Euro 1984 (match d'ouverture)
- JO 1984 (1 match)
- Coupe intercontinentale 1985
- Coupe du monde de football de 1986 (2 matchs)